# David Vavruška
David Vavruška (* 14. September 1972) ist ein tschechischer Fußballtrainer.

## Spielerkarriere
Der in Opava geborene Vavruška spielte als Jugendlicher zunächst für den Prager Verein SK Modřany und anschließend für Dukla Prag. Nach einer schweren Krankheit, die chronisch verlief, musste er seine Laufbahn im Alter von 18 Jahren beenden.

## Trainerkarriere
Im Jahre 1992 wurde Vavruška von seinem Freund Jiří Hruška angesprochen und trainierte fortan die B-Junioren von SK Vyšehrad. In der darauffolgenden Saison coachte der junge Trainer die B-Jugend des AFK Slavoj Podolí, ehe er 1994/95 die A-Junioren von Tempo Prag trainierte. Im Anschluss arbeitete er mit den A-Jugendlichen des FSC Libuš. 1996 lockte ihn Boris Kočí zu Motorlet Prag, wo er zunächst die A-Junioren übernahm und später Cheftrainer der Juniorenabteilung des Vereins wurde.
In der Hinrunde der Saison 2000/01 trainierte er das erste Mal in seiner Karriere eine Herrenmannschaft, allerdings hatte er wenig Erfolg und wurde von seinen Aufgaben entbunden. Er arbeitete weiter als Juniorencoach bei Motorlet. 2003 wechselte er zum FK Teplice und übernahm dort ebenfalls die Funktion des Cheftrainers und Koordinators der Juniorenabteilung. Von 2007 bis 2008 hatte er diesen Posten bei Sparta Prag inne, anschließend arbeitete er jahrelang – mit einem Intermezzo bei Bohemians 1905 – für den 1. FK Příbram.
Sein erstes Engagement im Profibereich der Herren hatte Vavruška als Interimstrainer neben František Kopač im Jahr 2011. Ende Mai wurde er als offizieller Trainer des Vereins vorgestellt. Nachdem der Verein in zwölf aufeinanderfolgenden Spielen nicht gewinnen konnten, trennte sich der Verein von Vavruška. Nur wenige Tage nach seiner Entlassung übernahm er den tschechischen Zweitligisten SFC Opava. Auch hier blieb er äußerst erfolglos und nachdem der Verein nur 18 Punkte aus 22 Spielen holte, wurde er entlassen. Der Verein stieg in der Folge in die dritte Liga ab.
Der FC Slovan Liberec verpflichtete Vavruška im Juli 2013 und er trainierte die U21-Mannschaft für neuneinhalb Monate. Nachdem die Profimannschaft Jaroslav Šilhavý als Trainer entlassen hatte, übernahm er das Erstligateam als Interimstrainer und stand bis zum Saisonende unter Vertrag. Anschließend übernahm er wieder die U21-Mannschaft. Nach der Entlassung des Trainerduos Jiří Kotrba und Josef Csaplár im März 2015 übernahm Vavruška abermals die Profis. Es gelang ihm, mit der Mannschaft die Klasse zu halten und darüber hinaus den tschechischen Pokal zu gewinnen.
Zur Saison 2015/16 übernimmt Vavruška die Mannschaft des FK Teplice.

### Erfolge
- Tschechischer Pokalsieger 2014/15